# El Guarda, Huixquilucan
El Guarda, ibland benämnd Puerto el Guarda är en ort i Mexiko, tillhörande kommunen Huixquilucan i delstaten Mexiko. Puerto el Guarda ligger i den centrala delen av landet och tillhör Mexico Citys storstadsområde. Orten hade 1 123 invånare vid folkmätningen 2010.